# Chemetco
Chemetco est une ancienne entreprise métallurgique américaine, localisée à Chouteau Township (Illinois), au sud d'Hartford, et spécialisée dans l'extraction du cuivre à partir de déchets d'équipements électriques et électroniques ou de sous-produits.
À son maximum de production, au début des années 1990, l'usine produit 120 000 tonnes/an de cuivre, soit une part importante du cuivre secondaire produit aux États-Unis. En 1999, l'entreprise annonce réaliser un chiffre d'affaires de 500 M$, et est classée comme la 23e plus grosse entreprise privée des États-Unis.
L'activité générant une forte pollution industrielle, « l'histoire de l'usine est jalonnée de problèmes environnementaux ». C'est d'ailleurs la découverte d'un rejet illégal d'eaux polluées qui met fin à l'activité, fragilisée par une conjoncture économique difficile. La zone devient alors un site Superfund inscrit sur la liste des priorités nationales (en).

## Fondation et développement
L'extraction du cuivre à partir de déchets d'équipements électriques et électroniques par l'utilisation du procédé Kaldo est développée dans les années 1960 par une entreprise belge, la Metallo-Chimique. L'efficacité de cette technologie l'amène à la généraliser dans son usine de Beerse en 1974. La création d'une usine américaine se fait donc avec des capitaux et le savoir-faire belge. Tout au long de son histoire, des liens étroits sont maintenus entre la Metallo-Chimique et Chemetco.
L’entreprise est fondée le 9 juin 1969 sous le nom de Chemico Metals Corporation, et devient une corporation générale du Delaware le 23 mars 1970. Cette année-là, débutent également les opérations d'affinage sur le site. En mars 1972, l'entreprise commence la production de cathode de cuivre affiné par électrolyse. L'année suivante, elle prend le nom de Chemetco. Vers 1980, elle emploie environ 200 salariés. À son maximum, 350 à 400 personnes y ont produit 300 tonnes par jour.

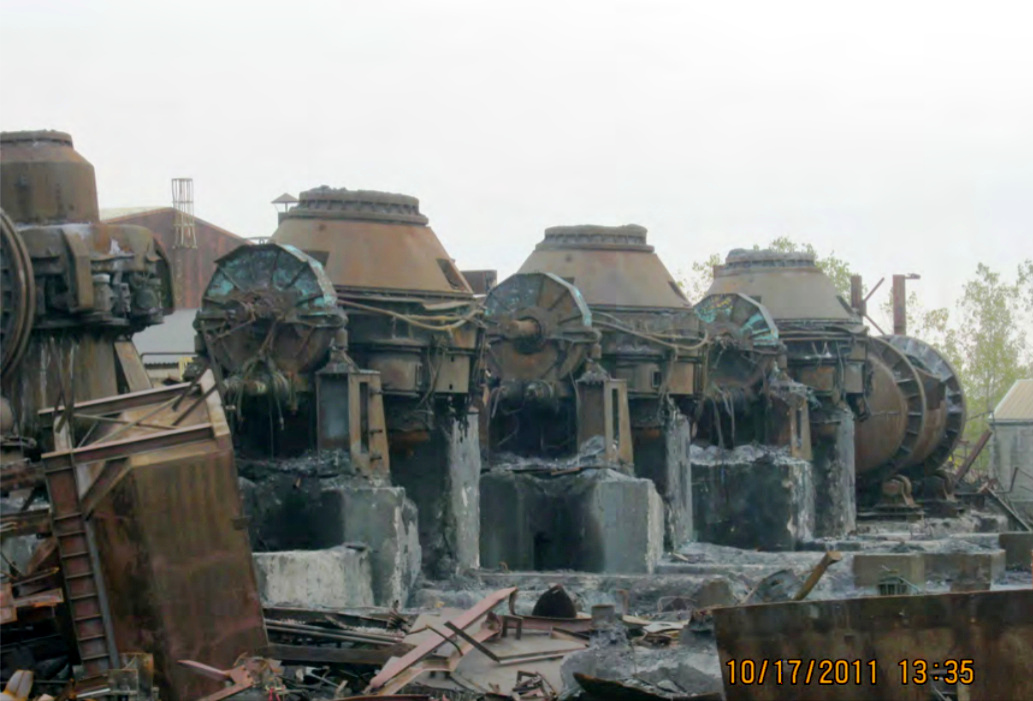
Convertisseurs juste avant leur démontage, en 2011. Les installations annexes ont été démantelées.
On relève, de gauche à droite, le Kaldo #3 (Krupp, 1970), les Kaldo #1, #2 et #4 (Metallo-Chimique, 1981-1982), et le mélangeur.

L'entreprise est pionnière de l'utilisation du convertisseur rotatif, appelé procédé Kaldo ou TBRC : elle commence avec un four construit par Krupp. En 1981-1982, 3 Kaldo supplémentaires sont installés. Ces nouveaux fours sont identiques aux Kaldo de 70 tonnes utilisés par la Metallo-Chimique de Beerse. Chemetco est la première entreprise américaine à exploiter cette technologie, et probablement la seule à le faire pour le recyclage de déchets. Le convertisseur fond et affine une charge contenant environ 50 % de cuivre, pour la transformer en anodes de cuivre directement destinées à l'affinage par électrolyse. Il y a aussi une production, plus marginale, de plomb et d'étain extraits de ces déchets.
De 1982 à sa fermeture, l'exploitation de l'usine s'articule ainsi autour 4 Kaldo, d'une capacité de 70 à 85 tonnes. Un four mélangeur (c'est-à-dire un cylindre d'axe horizontal pivotant sur son axe) d'une capacité de 150 tonnes assure le stockage du métal en fusion pendant la coulée des anodes. Celles-ci sont des plaques carrées de 36 pouces (91 cm) de côté et 2,5 pouces (6,3 cm) d'épaisseur, pesant 330 kg, contenant 98 à 99 % de cuivre. Elles sont ensuite affinées, initialement sur place, par électrolyse pour atteindre 99,99 % de cuivre. Un pont roulant d'une capacité de 100 t manutentionne les poches de métal en fusion entre ces outils. Par la suite, les électrodes sont envoyées à l'Asarco pour réaliser cette électrolyse.
Tous ces fours sont équipés d'un dépoussiérage humide qui capte 99,5 % des poussières présentes dans les fumées. Mais les poussières sont transformées en boues dont le stockage va s'avérer de plus en plus problématique au fil du temps.
Bien que l'usine dispose d'équipements compatibles avec la production de cuivre à partir de minerai (cuivre primaire), son activité se concentrait sur le recyclage de déchets d'équipements électriques et électroniques ou de sous-produits (scories, copeaux, tournures, boues, etc.) d'origine industrielle ou domestique. Dans une première étape, du cuivre noir contenant plus de 70 % de cuivre est obtenu par fusion dans un four. Ce cuivre noir est ensuite affiné dans un des convertisseurs à oxygène de type Kaldo, les impuretés du cuivre noir (essentiellement plomb, étain et zinc) étant éliminées dans les scories.
Les métaux sont approvisionnés en grande quantité par des grossistes, et en plus petite quantité par le propre réseau de l'entreprise, constitué de zones de stockage disséminées un peu partout aux États-Unis et au Canada. Ce tri préalable améliore la logistique et optimise le fonctionnement de l'usine.
Le terrain industriel couvre 41 acres (16,6 ha), mais l'entreprise avait racheté progressivement, pendant ses 30 ans d'existence, des terrains voisins afin de clore les plaintes d'agriculteurs. Au total, à sa fermeture, le patrimoine foncier atteint 230 acres (93 ha).
L'usine est classée dans un statut intermédiaire encadré par la loi sur la conservation et la récupération de ressources (en). À sa fermeture, un crassier de 900 000 tonnes (environ 13 000 m3) de scories, et un stockage de 35 000 tonnes (environ 1 750 m3) de boues de lavage de fumées, tous deux riches en plomb et en cadmium. Quatre autres stockages de déchets dangereux sont recensés : des fosses de boues d'oxyde de zinc, des bassins d'acides, des canaux de refroidissement et des canaux au nord et à l'est de l'usine. Au total, la quantité totale de déchets dangereux est estimée à 1 500 000 tonnes

## Découverte d'un rejet illégal d'eau polluée

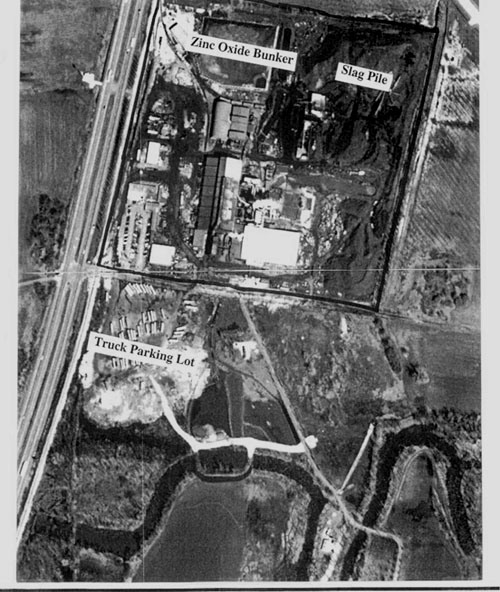
Photo aérienne en 1998. La décharge illégale de Chemetco peut être constatée comme une courbe de couleur argentée en forme de boomerang sous le remblai du parking des poids-lourds. C'est de là qu'émerge la buse illégale.

En septembre 1996, une inspection surprise de EPA découvre une buse, datant de 1986, évacuant illégalement des eaux polluées en métaux lourds :
« 
En 1996, le gouvernement découvrit une conduite de 10 pouces en train de déverser illégalement des eaux usées de process et des eaux pluviales contaminées dans un affluent du Long Lake. Cette émission contenait des boues d'oxyde de zinc. La zone de décharge fait environ 300 pieds de long par 450 pieds de large. Les zones humides situées le long du Long Lake sont contaminées. Lors des fouilles réalisées dans le contexte de la découverte de cette décharge illégale, des strates de matières contenant de l'oxyde de zinc ont été trouvées sur une épaisseur de 0 à 6 pieds dans le Long Lake, indiquant que la zone apparaît affectée par la mauvaise gestion historique de l'oxyde de zinc. En 2002, l'EPA de l'Illinois a constitué un dossier sur la contamination significative de l'usine et des sédiments sur 2 milles en aval. Les polluants initialement mis en cause incluent des métaux lourds tels que le cadmium, le plomb et le zinc.
 »
— Illinois Environmental Protection Agency, Memorandum
L'essentiel de la pollution consiste en des eaux de ruissellement industrielles qui se jettent dans le Long Lake et les zones humides voisines. Les sédiments s'enrichissent en plomb et en cadmium pendant les épisodes de grosses pluies qui lessivent les tas de scories, stockées sans protection particulière. Ce secteur est un affluent du Mississippi.
En 1999, l'État américain dispose des preuves que l'entreprise rejette de manière intermittente mais volontaire ses boues d'oxyde de zinc dans le Long Lake adjacent. L'entreprise est condamnée à une amende de 3 327 500 $ et à la mise en place immédiate d'actions pour éviter toute pollution de ce type.

## Faillite
L'amende arrive dans une conjoncture peu favorable à l'industrie du cuivre, l'usine ne produit guère que 150 tonnes par jour, soit la moitié de sa capacité  : « des moments difficiles étaient arrivés pour les fonderies secondaires, en raison du prix bas du cuivre et du coût élevé de la mise en conformité environnementale, les deux combinés créant un effet ciseaux […]. Selon l'USGS, la production des fonderies et des affineries de cuivre a plongé de, respectivement, 42 % et 26 % entre 1998 et 2000. » Enfin, la paralysie économique qui suit les attentats du 11 septembre 2001 dévaste brutalement ce contexte difficile.
Le 13 novembre 2001, l'entreprise se déclare en banqueroute selon le chapitre 7 de la loi sur les faillites des États-Unis (en) (donc en liquidation) à la suite d'une condamnation d'une cour fédérale lui imposant une amende de 3,86 M$,.
Chemetco et son ancien directeur général Denis L. Feron (en) sont mis en accusation pour 4 charges : association de malfaiteurs pour enfreindre le Clean Water Act (condamnation prononcée en mai 1999), infraction au Clean Water Act, et deux pour fabrication de faux. L'usine, qui ferme le 1er novembre 2001, est immédiatement prise en charge par l'Environmental Protection Agency et signalée comme danger pour la santé publique. La zone devient alors un site Superfund inscrit sur la liste des priorités nationales (en),.
Le 4 mai 2001, 50 à 60 employés avaient été licenciés. Lors de la fermeture, 150 employés restants perdent leur travail. De 2002 à 2008, une organisation essaie de revendre les installations et les déchets à des compagnies spécialisées, sans grand succès. En 2008, la démolition de l'usine est décidée. Les mécanismes des convertisseurs Kaldo 1, 2 et 4 construits par la Metallo-Chimique sont rachetés par l'entreprise belge.